# Monika Salzer
Monika Salzer (Viena, 11 de febrero de 1948) es una psicoterapeuta, teóloga y pastora protestante, columnista y autora austriaca. Trabajó en hospitales manejando la atención pastoral clínica para enfermos graves, incluida la educación de cuidadores voluntarios. Más tarde, tuvo una práctica privada como psicoterapeuta sistemática, ayudó a reestructurar la organización de la Iglesia Protestante de la Confesión de Augsburgo en Austria, fue columnista de Kronen Zeitung y cofundó la iniciativa de protesta Omas gegen Rechts («Abuelas contra la derecha»). 

## Vida y carrera
Salzer nació en Viena en una familia multicultural. Después de su Matura, se formó para ser asistente de laboratorio en el Hospital general de Viena, completando un diploma. Luego estudió psicología en la Universidad de Viena de 1968 a 1970. Estudió teología protestante de 1977 a 1983.
De 1983 a 1985, Salzer trabajó en un proyecto de investigación en Orthopädisches Krankenhaus Gersthof, y escribió su informe, Klinische Seelsorge an schwersterkrankten Jugendlichen und jungen Erwachsenen («Atención clínica pastoral para adolescentes y adultos jóvenes gravemente enfermos»), sobre el cuidado espiritual de los jóvenes tratados por enfermedades graves.
Salzer fue ordenada pastora en 1989 y trabajó durante diez años en el Kaiser-Franz-Josef-Spital en Viena, comprometiéndose en la educación de cuidadores pastorales voluntarios (Seelsorger). Fundó servicios religiosos para personas en duelo (Gottesdienst für Trauernde) en la Iglesia de la Ciudad Luterana, y una asociación llamada Zentrum für Seelsorge und Kommunikation (SeKo) de la Iglesia Protestante de la Confesión de Augsburgo que se convirtió en una asociación registrada (eingetragener Verein) en 1994, que ofreció cursos de consejería en muerte y duelo durante más de 13 años.
Salzer estudió en el Institut für Systematische Therapie (IFS) para convertirse en psicoterapeuta sistemática. Luego abrió su propia oficina. Recibió más educación en el desarrollo sistemático de organizaciones (Systemische Organisationsentwicklung) en la Facultad de Investigación Interdisciplinaria y Educación Continua de la Universidad de Klagenfurt, completando una Maestría en Estudios Avanzados. De 2000 a 2004, inició y desarrolló un proceso de desarrollo de la organización de la Iglesia Protestante de la Confesión de Augsburgo, junto con Michael Bünker, entonces director de Religionspädagogische Akademie, y Thomas Krobath de la Kirchliche Pädagogische Hochschule Wien/Krems.
Desde 2006, Salzer escribió, alternando con Ingrid Bachler e Ingrid Tschank, una columna Im Gespräch («En conversación») en la edición dominical Krone Bunt del Kronen Zeitung.
En 2017, Salzer fue miembro fundador de la iniciativa Omas gegen Rechts («Abuelas contra la derecha») junto con Susanne Scholl. Fue registrada como asociación en mayo de 2018.

### Vida personal
Monika Salzer está casada con Martin Salzer, médico y especialista en tumores óseos y fundador de Austrian Doctors for Disabled y Doctors for Disabled International. Tienen dos hijos, y la pareja vive en Eichgraben, Baja Austria.
En 2013, Salzer participó en la octava temporada del programa de danza de la televisión austriaca Dancing Stars, la versión austríaca de Bailando con las estrellas, y logró el octavo lugar con su compañero de baile Florian Gschaider.

## Publicaciones
- Salzer, Monika; Gubba, Joachim, eds. (1996). Zwischen den Welten. Medizin im Dialog. Festschrift für Martin Salzer [Entre los mundos. Medicina en diálogo. Homenaje para Martin Salzer] (en alemán). Wien: Rebell. ISBN 978-3-9500516-0-5.
- Salzer, Monika; Karner, Peter (2008). Vom Christbaum zur Ringstraße. Evangelisches Wien [Desde el árbol de Navidad hasta la Ringstrasse. Viena evangélica] (en alemán). Wien: Picus. ISBN 978-3-85452-636-0.
- Salzer, Monika (2019). Omas gegen Rechts. Warum wir für die Zukunft unserer Enkel kämpfen [Abuelas contra la derecha. Por qué luchamos por el futuro de nuestros nietos] (en alemán). München: Droemer-Knaur. ISBN 978-3-426-27811-6.